# Суперкубок України з гандболу серед чоловіків
Суперкубок України з гандболу серед чоловіків — третій за значенням гандбольний турнір України серед чоловічих команд Суперліги.

## Історія
Рішення проводити Суперкубок України було прийнято Федерацією гандболу України навесні 2015 року. Заплановано, що кожен наступний сезон буде розпочинатися з розіграшу Суперкубка України, в якому зустрічаються чемпіон та володар Кубка України чи фіналіст минулого сезону.

### Сезон 2015/2016
Перший Суперкубок пройшов 3 вересня 2015 року  у Запоріжжі. За нього боролись чинний чемпіон країни «Мотор» Запоріжжя та фіналіст Кубка України ЗТР Запоріжжя. Перемогу з рахунком 26:25 одержала команда «Мотор».

### Сезон 2016/2017
Другий в історії вітчизняного гандболу Суперкубок пройшов 15 вересня 2016 року  у Харкові. За нього, як і минулого року боролись чинний чемпіон країни «Мотор» Запоріжжя та віце-чемпіон і фіналіст Кубка України ЗТР Запоріжжя. Перемогу з рахунком 31:21 одержала команда «Мотор».

### Сезон 2017/2018
Суперкубок пройшов 27 серпня 2017 року  в Запоріжжі. За нього третій рік поспіль боролись чинний чемпіон країни «Мотор» Запоріжжя та віце-чемпіон і фіналіст Кубка України ЗТР Запоріжжя. Перемогу з рахунком 24:21 втретє одержала команда «Мотор». Кращим гравцем в складі «Мотора» названо Бориса Пуховського, в складі ЗТР — Олександра Тільте.

### Сезон 2018/2019
Розіграш Суперкубка пройшов 2 вересня 2018 року  в Черкасах. Вчетверте поспіль за нього поборолись чинний чемпіон країни «Мотор» Запоріжжя та віце-чемпіон і фіналіст Кубка України ЗТР Запоріжжя і вчетверте володарем Суперкубка став «Мотор»

### Сезон 2019/2020
Розіграш Суперкубка пройшов 31 серпня 2019 року  в Броварах. Як і в попередніх сезонах, за трофей боролись чинний чемпіон країни «Мотор» Запоріжжя та віце-чемпіон і фіналіст Кубка України ЗТР Запоріжжя.

### Сезон 2021/2022
За перший трофей сезону 2021/2022 змагались володарі Кубка України і чемпіони України сезону 2020/2021 запорізький «Мотор» та «Донбас», який представляє Донеччину. Матч відбувся 1 вересня 2021 року в Запоріжжі. Володарем Суперкубка став «Мотор».

### Сезон 2023/2024
Через повномасштабну російсько-українську війну перший трофей у сезону 2022/2023 не розігрувався. Матч за Суперкубок 2023/2024 провели 20 серпня 2023 р. в Київському палаці спорту. За нього змагались запорізький «Мотор» та ГК «Одеса». Ввосьме володарем Суперкубка став «Мотор».

### Сезон 2024/2025
Матч за Суперкубок 2024/2025 проходив 25 серпня 2024 р. в Київському палаці спорту. За нього змагались запорізький «Мотор» та «Донбас» з Донеччини. Запоріжці перемогли з рахунком 45:23 та захистили статус одноосібного володаря Суперкубкка України. Кращими гравцями турніру було визнано Дмитра Тютюнника («Мотор») та Владислав Кукушкін («Донбас»).

### Сезон 2025/2026
Матч за Суперкубок 2025/2026 проходитиме 24 серпня 2025 р. в  місті Сарни. За нього змагатимуться запорізький «Мотор» та ГК «Одеса».

## Результати
| Сезон     | Місце проведення                                                            | Переможець        | Рахунок       | Фіналіст           |
| --------- | --------------------------------------------------------------------------- | ----------------- | ------------- | ------------------ |
| 2015/2016 | 3 вересня 2015 року, 18:00 Запоріжжя — Палац Спорту ЗАБ Глядачів: 500       | «Мотор» Запоріжжя | 26:25 (17:15) | ЗТР Запоріжжя      |
| 2016/2017 | 15 вересня 2016 року, 18:00 Харків — Палац Спорту «Локомотив» Глядачів: 600 | «Мотор» Запоріжжя | 31:21 (14:9)  | ЗТР Запоріжжя      |
| 2017/2018 | 27 серпня 2017 року, 18:00 Запоріжжя — Палац Спорту ЗАБ Глядачів: 500       | «Мотор» Запоріжжя | 24:21 (7:9)   | ЗТР Запоріжжя      |
| 2018/2019 | 2 вересня 2018 року, 16:00 Черкаси — Палац Спорту «Будівельник» Глядачів: ? | «Мотор» Запоріжжя | 34:28 (17:15) | ЗТР Запоріжжя      |
| 2019/2020 | 31 серпня 2019 року, 15:00 Бровари — Спорткомплекс БВУФК Глядачів: ?        | «Мотор» Запоріжжя | : (:)         | ЗТР Запоріжжя      |
| 2020/2021 | жовтень 2020 року Запоріжжя — Спорткомплекс «Юність» Глядачів: ?            | «Мотор» Запоріжжя | : ( : )       | ГК «Одеса»         |
| 2021/2022 | 1 вересня 2021 року, 18:00 Запоріжжя — Спорткомплекс «Юність» Глядачів: ?   | «Мотор» Запоріжжя | 37:21 (17:9)  | «Донбас» Донеччина |
| 2023/2024 | 20 серпня 2023 року, 17:00 Київ — Палац спорту Без глядачів                 | «Мотор» Запоріжжя | 45:37 (20:17) | ГК «Одеса»         |
| 2024/2025 | 25 серпня 2024 року, 14:00 Київ — Палац спорту                              | «Мотор» Запоріжжя | 45:23 (24:14) | «Донбас» Донеччина |
| 2025/2026 | 24 серпня 2025 року, 14:00 Сарни — «Сарни Арена» Глядачів: ?                | «Мотор» Запоріжжя | 0:0 (0:0)     | ГК «Одеса»         |